# Чарджик
Чарджик или Чаирджик (от турски: ливадите, ливадките) е четворен връх в рида Дъбраш на Западните Родопи. Той е разположен в местността Чарджик, горско стопанство Дикчан. Северният връх е най-висок - 1641,7 метра, а трите южни са малко по-ниски. Навремето в местността е бушувал горски пожар и за това Чарджик често бива наричан „Изгорелия връх“ или „Голия връх“. Южното лице на югоизточния връх е осечено и от него се разкрива прекрасна гледка към полите на Родопите и планината Боздаг в Гърция. В подножието на трите южни върха има две беседки с чешми.
Между южните и северния връх минава черен път, който свързва община Сатовча с град Сърница, но тъй като пътя е в много лошо състояние, се използва само за извозване на дървен материал. Край пътя също има чешма, а от източната част на главния, северен връх се намира платото, наречено „Чарджикски ливади“, от което се разкрива прекрасна гледка от високо към язовир Доспат. На ливадите има и две вили.
Главният връх е разположен северно от южния централен и югозападния връх. Южното му лице и част от западното са изсечени, което позволява да се види Пиринската планинска верига и обширни части от горите на Дъбраш. В западното му подножие има чешма и беседка. Самото било е заравнено с ширина 20 метра и дължина 100 метра, ориентирано в посока север-юг. Северните му склонове водят до „Асановото дере“ и съответно до местността „Осински колиби“, над която се намира върха Калето (1574,7), на който е разположена крепост, както подсказва и името му. В западния хребет на основния връх има мечи хралупи.
Местността е обрасла с борови и смърчови гори, а тревата е буйна и висока. В осечените места тревата достига до един метър. Осечените места са трудни за преодоляване, поради наличието на много клони и избуялата трева. Затруднение представляват и засадените борови фиданки. В подножието на южните върхове се намира резервата Конски дол.

## Галерия
- Една от двете беседки в южното подножие
- Беседката в западното подножие
- Чарджикските ливади
- Язовир Доспат от Чарджик
- Трите южни върха на Чарджик от местността Мараша.